# 锦水河站
锦水河站是成都地铁3号线的一个车站，于2018年12月26日启用。

## 车站结构

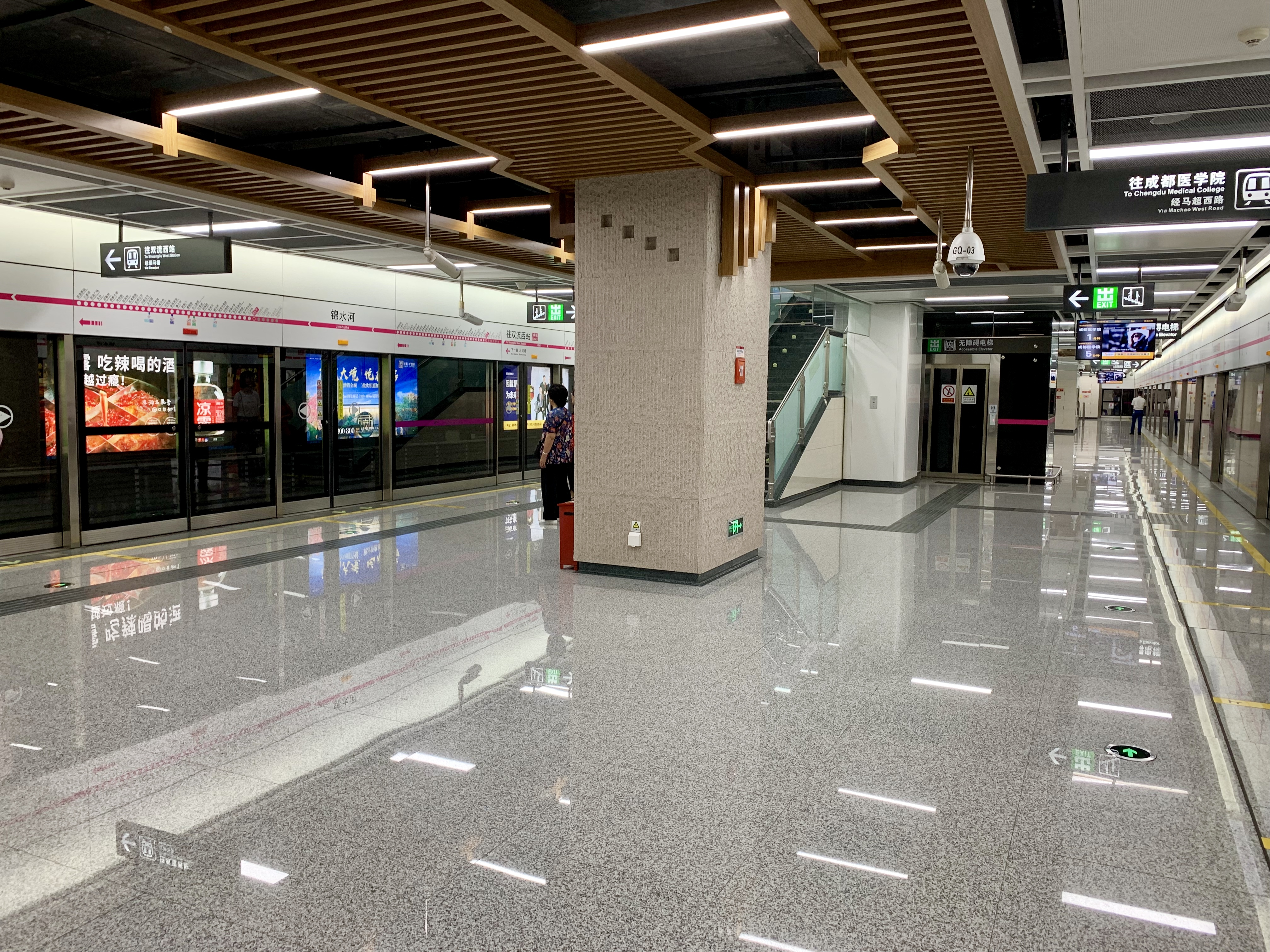
站台层
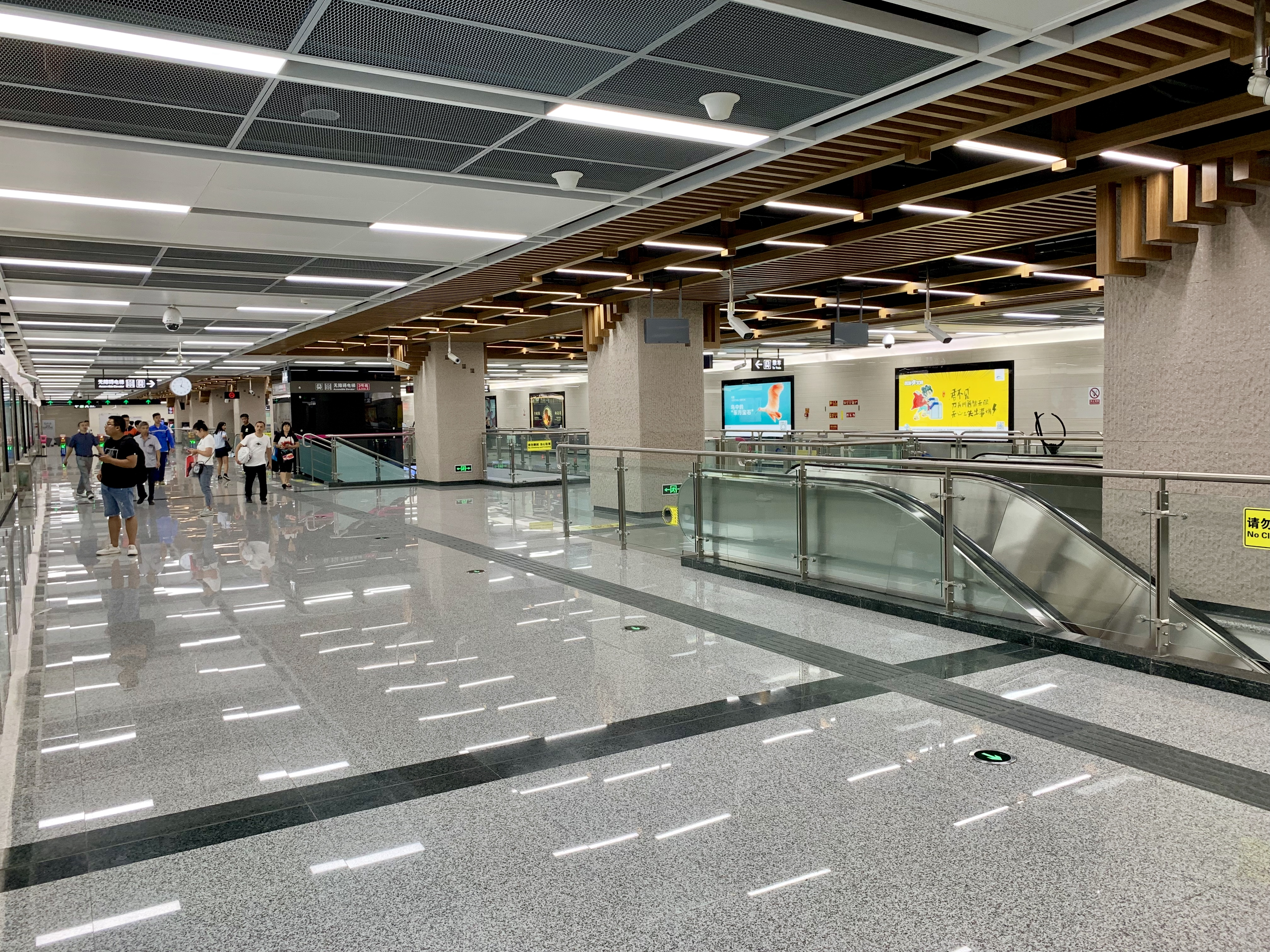
站厅层

锦水河站为地下二层岛式站台车站。
| 地面      |                                    | 出入口                                 |  |
| 地下 一层 | 站厅层                             | 安检、售票机、站内商店                 |  |
| 地下 二层 |                                    | 3号线列车往成都医学院方向 （团结新区） |  |
| 地下 二层 | 岛式月台，左边车门将会开启         |                                        |  |
| 地下 二层 | 3号线列车往双流西站方向 （三河场） |                                        |  |

## 内装与公共设计
本站是3号线二三期11座标准站之一。包括本站在内的三号线三期标准站以花岗石立柱和木纹材料进行装饰，以褐色为主色调，象征成都往北沟通中原的古蜀栈道。

## 出入口信息
本站目前开放3个出入口。
| 出口编号 | 设施         | 地点           | 可到达目的地 |
| -------- | ------------ | -------------- | ------------ |
|          |              |                |              |
|          |              | 蓉都大道南三段 | 兴城大道     |
| 出口 · B | 无障碍电梯   | 蓉都大道南三段 | 兴城大道     |
| 出口 · G | 无障碍卫生间 | 蓉都大道南三段 | 兴城大道     |

## 公交换乘
- 地铁锦水河站：X101路，X106路，X111路
- 蓉都大道兴城大道口站：650路，653路